# Carl Möller (Architekt)

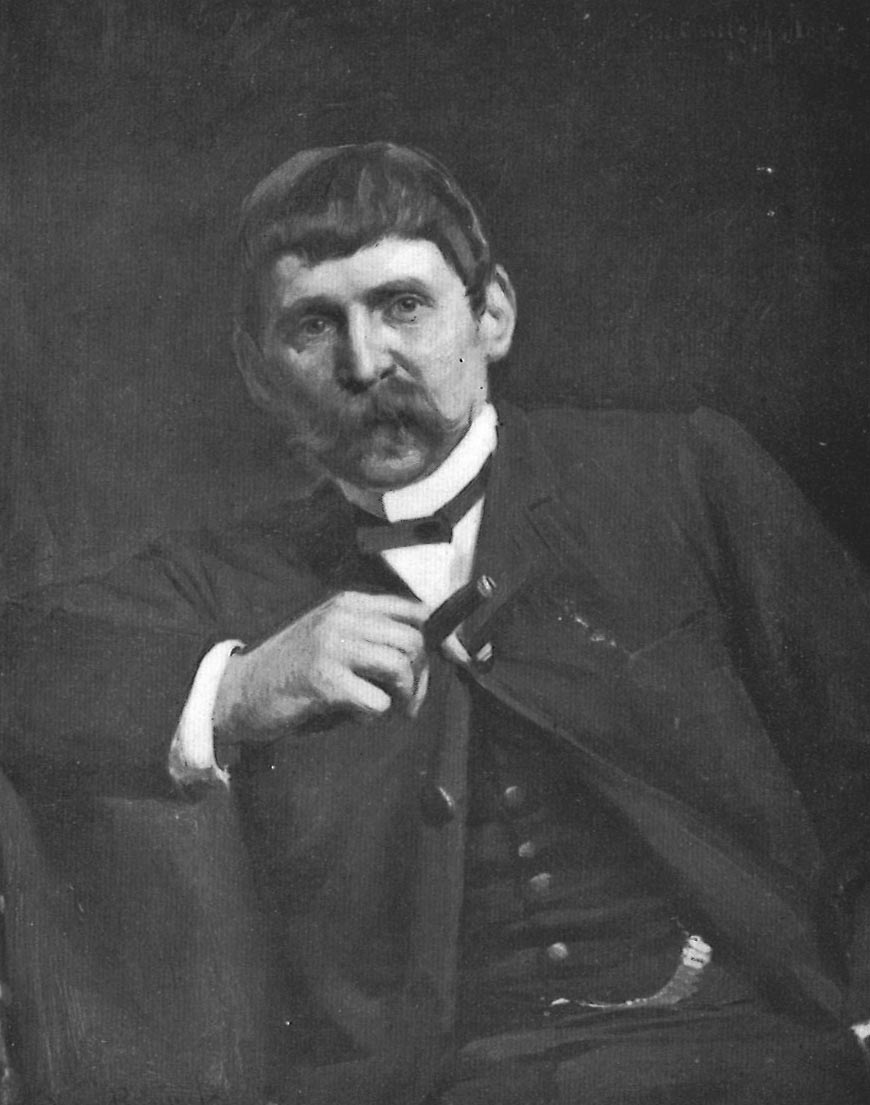
Carl Möller von seinem Freund Oscar Björck porträtiert im Jahr 1892.

Carl Oskar Möller (* 20. April 1857 in Malmö; † 4. Dezember 1933 in Harpsund) war ein schwedischer Architekt.
Möllers Ausbildung erfolgte 1870–1873 an der Handwerkskunstschule in Stockholm und 1873–1879 an der schwedischen Kunstakademie. Von 1879 bis 1881 unternahm er eine Studienreise nach England, Deutschland, Frankreich, Österreich und Italien, wobei er längere Zeit in Paris an der École des Beaux-Arts im Atelier von Julien Guadet blieb. Ab 1881 wohnte Möller in Stockholm und bekleidete verschiedene Ämter, unter anderem 1918–1924 als Generaldirektor der Bauverwaltung. 1914 wurde er als Ehrenmitglied in die Kungliga Vitterhets Historie och Antikvitets Akademien aufgenommen.
Auf Möllers Initiative entstand eine Bronzekopie der Statue St. Georg mit dem Drachen von Bernt Notke, die 1912 in einer Straße der Stockholmer Altstadt aufgestellt wurde. Sein bekanntestes Bauwerk ist die im neugotischen Stil errichtete Johanneskirche in Stockholm, die 1884 begonnen und 1890 eingeweiht wurde. Er leitete 1891 die Reparaturarbeiten an der Katarinakirche und 1893 an der Jakobskirche. Insgesamt schuf oder restaurierte er etwa 40 Kirchen in Schweden sowie mehrere Schulgebäude.

## Bauten (Auswahl)

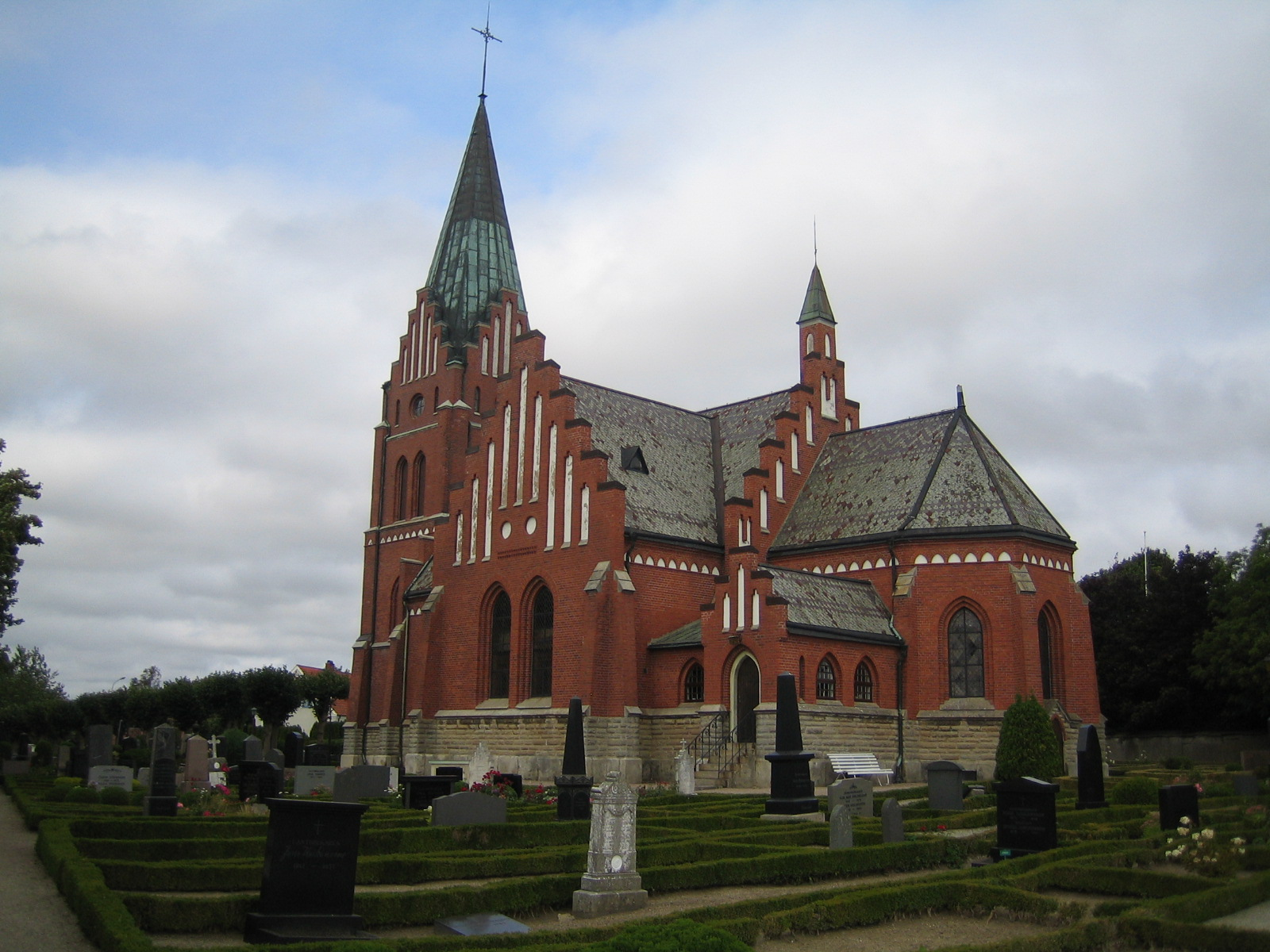
Glemminge kyrka

- Gladsax kyrka (1883, Umbau des Turmes)
- Johanneskirche (Stockholm) (1890)
- Johannesschule, Stockholm (1890)
- Stockholms arbetareinstitut (1893)
- Villa Lusthusporten, Stockholm
- Landesarchiv in Lund (1903)
- Stefanskirche (Stockholm) (1904)[1]